# Saint-Michel-Tubœuf
Saint-Michel-Tubœuf és un municipi francès situat al departament de l'Orne i a la regió de Normandia. L'any 2007 tenia 593 habitants.

## Demografia

### Població
El 2007 la població de fet de Saint-Michel-Tubœuf era de 593 persones. Hi havia 236 famílies de les quals 44 eren unipersonals (32 homes vivint sols i 12 dones vivint soles), 80 parelles sense fills, 100 parelles amb fills i 12 famílies monoparentals amb fills.
La població ha evolucionat segons el següent gràfic:
Habitants censats

### Habitatges
El 2007 hi havia 271 habitatges, 236 eren l'habitatge principal de la família, 24 eren segones residències i 11 estaven desocupats. 267 eren cases i 4 eren apartaments. Dels 236 habitatges principals, 191 estaven ocupats pels seus propietaris, 44 estaven llogats i ocupats pels llogaters i 1 estava cedit a títol gratuït; 1 tenia una cambra, 8 en tenien dues, 40 en tenien tres, 65 en tenien quatre i 122 en tenien cinc o més. 149 habitatges disposaven pel capbaix d'una plaça de pàrquing. A 98 habitatges hi havia un automòbil i a 126 n'hi havia dos o més.

### Piràmide de població
La piràmide de població per edats i sexe el 2009 era:
| Homes | Edats   | Dones |
| ----- | ------- | ----- |
| 0     | 95 o +  | 0     |
| 0     | 90 a 94 | 0     |
| 0     | 85 a 89 | 8     |
| 0     | 80 a 84 | 4     |
| 4     | 75 a 79 | 8     |
| 12    | 70 a 74 | 12    |
| 16    | 65 a 69 | 12    |
| 8     | 60 a 64 | 8     |
| 12    | 55 a 59 | 4     |
| 24    | 50 a 54 | 20    |
| 28    | 45 a 49 | 32    |
| 32    | 40 a 44 | 28    |
| 16    | 35 a 39 | 20    |
| 20    | 30 a 34 | 20    |
| 4     | 25 a 29 | 8     |
| 16    | 20 a 24 | 12    |
| 36    | 15 a 19 | 8     |
| 24    | 10 a 14 | 20    |
| 16    | 5 a 9   | 12    |
| 0     | 0 a 4   | 16    |

## Economia
El 2007 la població en edat de treballar era de 384 persones, 293 eren actives i 91 eren inactives. De les 293 persones actives 273 estaven ocupades (145 homes i 128 dones) i 20 estaven aturades (7 homes i 13 dones). De les 91 persones inactives 35 estaven jubilades, 25 estaven estudiant i 31 estaven classificades com a «altres inactius».

### Ingressos
El 2009 a Saint-Michel-Tubœuf hi havia 236 unitats fiscals que integraven 592 persones, la mediana anual d'ingressos fiscals per persona era de 19.293,5 €.

### Activitats econòmiques
Dels 27 establiments que hi havia el 2007, 1 era d'una empresa de fabricació de material elèctric, 1 d'una empresa de fabricació d'altres productes industrials, 14 d'empreses de construcció, 4 d'empreses de comerç i reparació d'automòbils, 1 d'una empresa de transport, 2 d'empreses d'hostatgeria i restauració, 3 d'empreses financeres i 1 d'una empresa de serveis.
Dels 13 establiments de servei als particulars que hi havia el 2009, 1 era un paleta, 2 guixaires pintors, 7 fusteries i 3 lampisteries.
L'únic establiment comercial que hi havia el 2009 era una botiga de material de revestiment de parets i terra.
L'any 2000 a Saint-Michel-Tubœuf hi havia 10 explotacions agrícoles que ocupaven un total de 501 hectàrees.

## Equipaments sanitaris i escolars
El 2009 hi havia una escola maternal integrada dins d'un grup escolar amb les comunes properes formant una escola dispersa.

## Poblacions més properes
El següent diagrama mostra les poblacions més properes.